# Glencora McGhie
Glencora McGhie z domu Ralph (ur. 8 sierpnia 1988 w Geraldton) – australijska piłkarka wodna grająca na pozycji środkowego obrońcy, reprezentantka Australii, brązowa medalistka igrzysk olimpijskich w Londynie w 2012, wicemistrzyni świata oraz mistrzyni świata juniorek.

## Życie prywatne
Urodziła się jako Glencora Ralph i pod takim nazwiskiem występowała na obu igrzyskach olimpijskich. Wyszła za mąż za Bretta McGhie, który również jest piłkarzem wodnym. Mieszka w Perth, gdzie oprócz gry w piłkę wodną pracuje jako terapeutka stomatologiczna.

## Udział w zawodach międzynarodowych
Z reprezentacją uzyskała następujące wyniki:
| Rok  | Impreza                            | Miejsce        | Pozycja    |      |                                                 |       |            |
| ---- | ---------------------------------- | -------------- | ---------- | ---- | ----------------------------------------------- | ----- | ---------- |
| Rok  | Impreza                            | Miejsce        | Pozycja    | 2007 | Mistrzostwa Świata Juniorek w Piłce Wodnej 2007 | Porto | 1. miejsce |
| 2012 | Letnie Igrzyska Olimpijskie 2012   | Londyn         | 3. miejsce |      |                                                 |       |            |
| 2013 | Mistrzostwa Świata w Pływaniu 2013 | Barcelona      | 2. miejsce |      |                                                 |       |            |
| 2016 | Letnie Igrzyska Olimpijskie 2016   | Rio de Janeiro | 6. miejsce |      |                                                 |       |            |